# Estação Gambetta
Gambetta é uma estação do Metrô de Paris. Ela serve a Linha 3 e é o terminal sul da Linha 3 bis.

## História

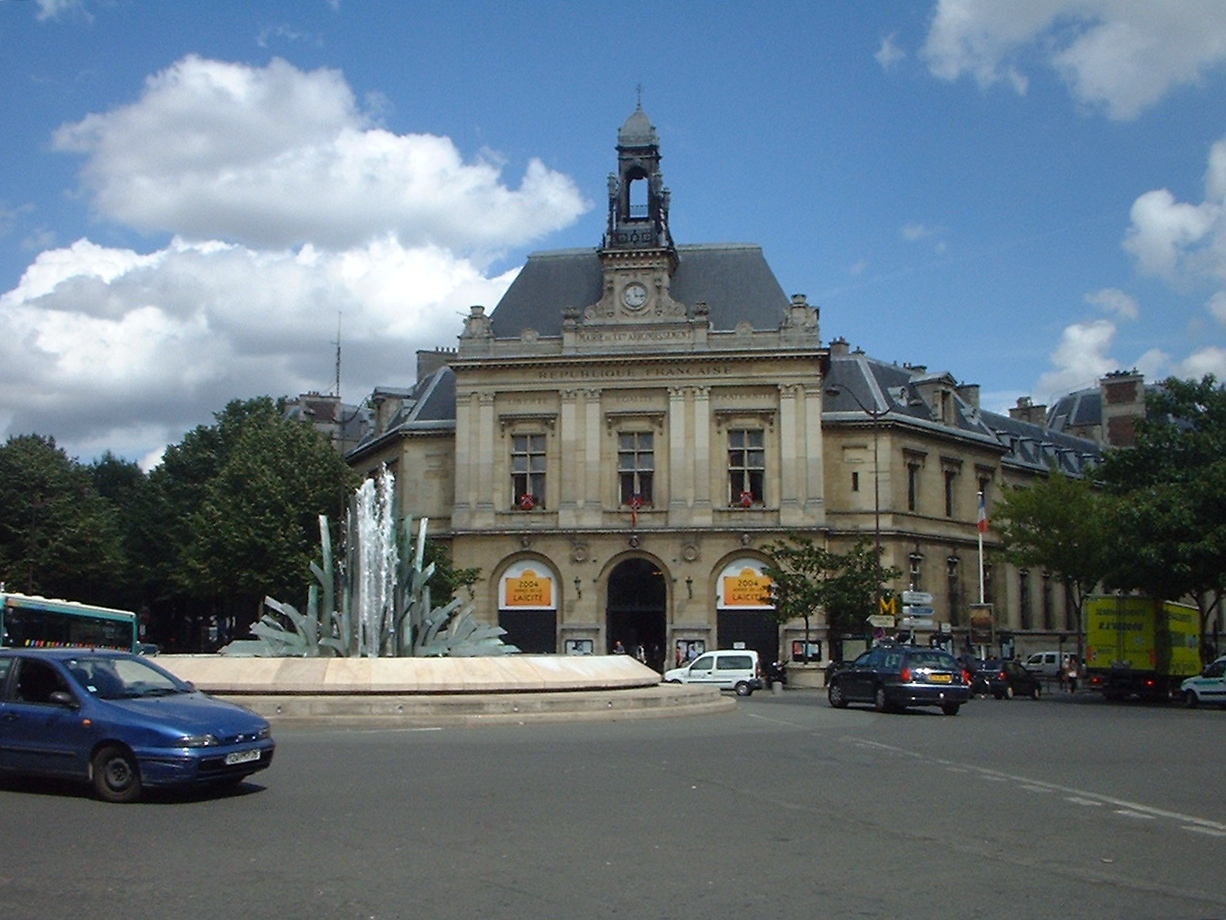
O Palácio Gambetta acima da estação e da Prefeitura do 20º arrondissement

A estação foi inaugurada em 25 de janeiro de 1905, quando a linha 3 foi estendida de Père Lachaise e foi o terminal leste da linha até 27 de novembro de 1921, quando a linha foi estendida para Porte des Lilas. Ela se situava então em um circuito de retorno fazendo a volta da prefeitura do 20º arrondissement, pela rue Belgrand, pela rue de la Chine e pela avenue Gambetta. Está dividido em duas semi-estações distintas, cada uma com duas faixas em torno de uma plataforma central. A de chegada é estabelecida no sul do circuito sob a rua Belgrand, enquanto que a de partida é estabelecida na parte noroeste deste circuito, sob a avenue Gambetta.
Em 1969, a antiga estação Martin Nadaud que ficava a apenas 232 metros a oeste de Gambetta foi combinada com Gambetta ligando as plataformas fechadas de Martin Nadaud com Gambetta pelo túnel. Em 23 de março de 1971, a linha de Porte des Lilas foi separada da linha 3 e se tornou a Linha 3 bis. O início do velho túnel para Porte des Lilas agora conecta as plataformas de linhas 3 e 3 bis. Em 02 de abril de 1971 foi inaugurada a extensão da linha 3 até Gallieni.
A estação fica na avenue Gambetta, que presta homenagem ao estadista Léon Gambetta (1838-82), primeiro-ministro por 66 dias em 1881 e 1882.
Em 2011, 7 576 845 passageiros entraram nesta estação. Ela viu entrar 7 445 691 passageiros em 2013, o que coloca na 35ª posição das estações de metrô por sua frequência.

## Serviços aos passageiros

### Acesso
- Acesso: mairie du 20e arrondissement, rue Belgrand, hôpital Tenon
- Acesso: ângulo da avenue du Père-Lachaise e da rue des Pyrénées
- Acesso: avenue Gambetta, rue des Pyrénées
- Acesso: place Martin-Nadaud, rue Orfila
- Acesso: place Martin-Nadaud, avenue Gambetta

### Plataformas
A estação da linha 3 é de configuração padrão com duas plataformas laterais separadas pelas vias do metrô sob uma abóbada elíptica. Por outro lado, o ponto de parada é de uma largura incomum, porque sua extremidade ocidental, em ligeira curva, é constituída das plataformas da antiga estação Martin Nadaud "absorvida" em 1969; sua borda está agora equipada com grades de proteção. Uma diferença clara de altura também é visível entre as duas partes da abóbada. Como resultado da modernização da estação como parte da operação "Renovação do metrô", o novo ponto de parada da linha 3 é equipada com uma iluminação específica, fornecida pela candelabros com quatro ramos que difundem uma luz branca nas plataformas e azulada na abóbada pintada de branco. A iluminação da estação Martin Nadaud é feita por tubos que são encontrados em alguns corredores de estações renovadas. As telhas em cerâmica brancas biseladas recobrem os pés-direitos e uma parte do tímpanos. Os quadros publicitários são em cerâmica branca e o nome da estação está inscrito na fonte Parisine em placas esmaltadas. Os assentos, de estilo "Akiko", são de cor verde.
A estação da linha 3 bis, antiga estação de partida do circuito do terminal, é constituída de duas faixas, agora sem saída no lado sul, em ambos os lados de uma plataforma central sob uma abóbada elíptica. Estabelecida em curva, ela possui uma decoração clássica e sóbria: inteiramente coberta com telhas brancas biseladas, ela é desprovida de quadros publicitários nos seus pés-direitos, e as placas nominativas esmaltadas em fonte Parisine são unicamente presentes apenas na plataforma central. Esta última é equipada com assentos do estilo "Motte" de cor vermelha e iluminada por um faixa-tubo. O corredor de correspondência que a conecta à linha 3 está em curva, sendo de fato o túnel usado pelos trens até a desconexão da linha 3 bis em 1971.
A antiga estação Gambetta "chegada" foi destruída durante o rearranjo da estação. Ela se situava na via de manobra entre a estação atual e a conexão com o pátio de Saint-Fargeau. Só resta a sua abóbada com telhas, ainda visível no túnel.

### Intermodalidade
A estação é servida pelas linhas 26, 60, 61, 64, 69, 102 e pelo serviço urbano La Traverse de Charonne da rede de ônibus RATP e, à noite, pelas linhas N16 e N34 da rede Noctilien.

## Pontos turísticos
- Cemitério do Père-Lachaise
- Hôpital Tenon
- Prefeitura do 20.º arrondissement
- Théâtre national de la Colline

Galeria de fotografias
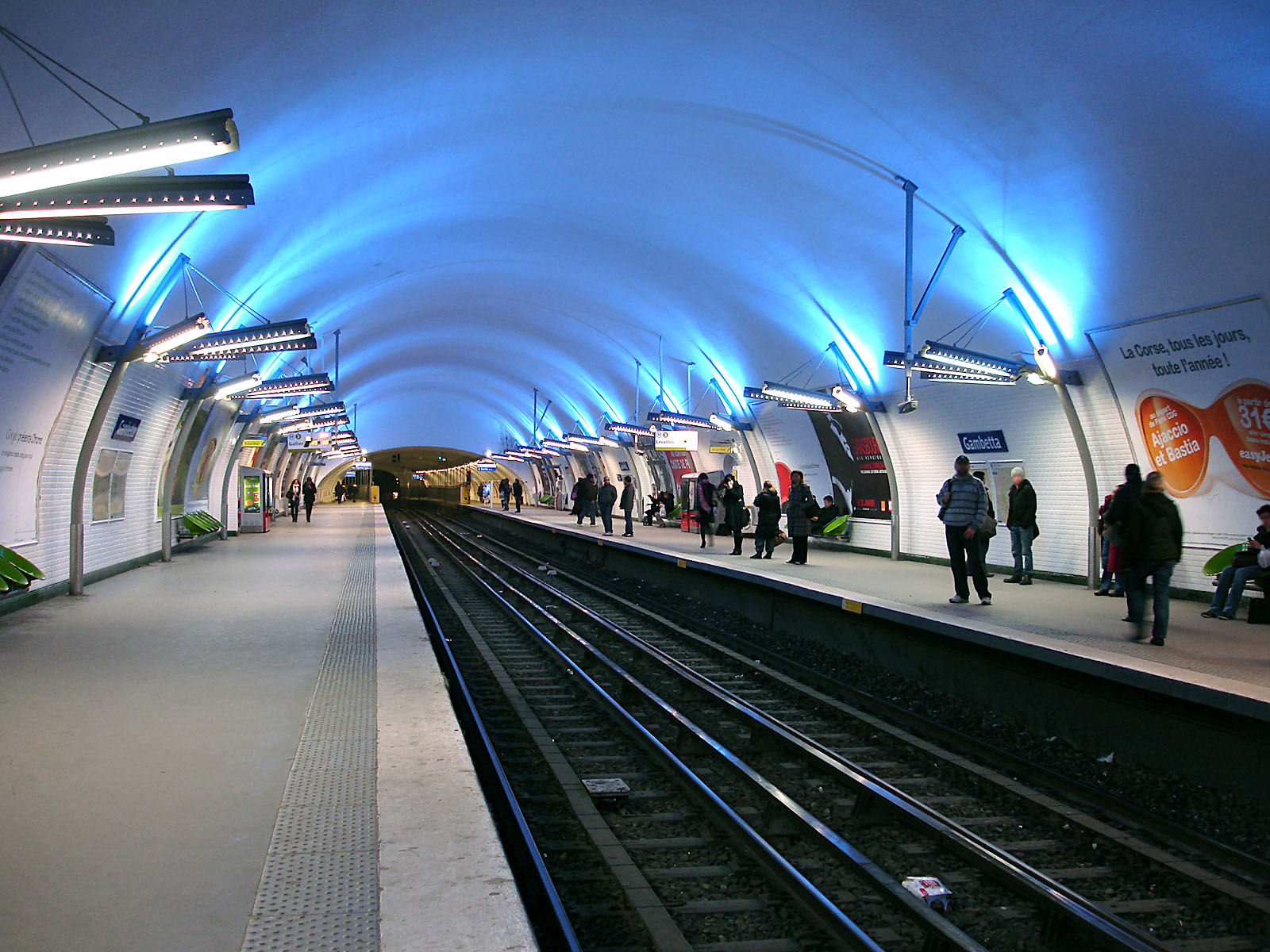
Plataformas da Linha 3 em Gambetta
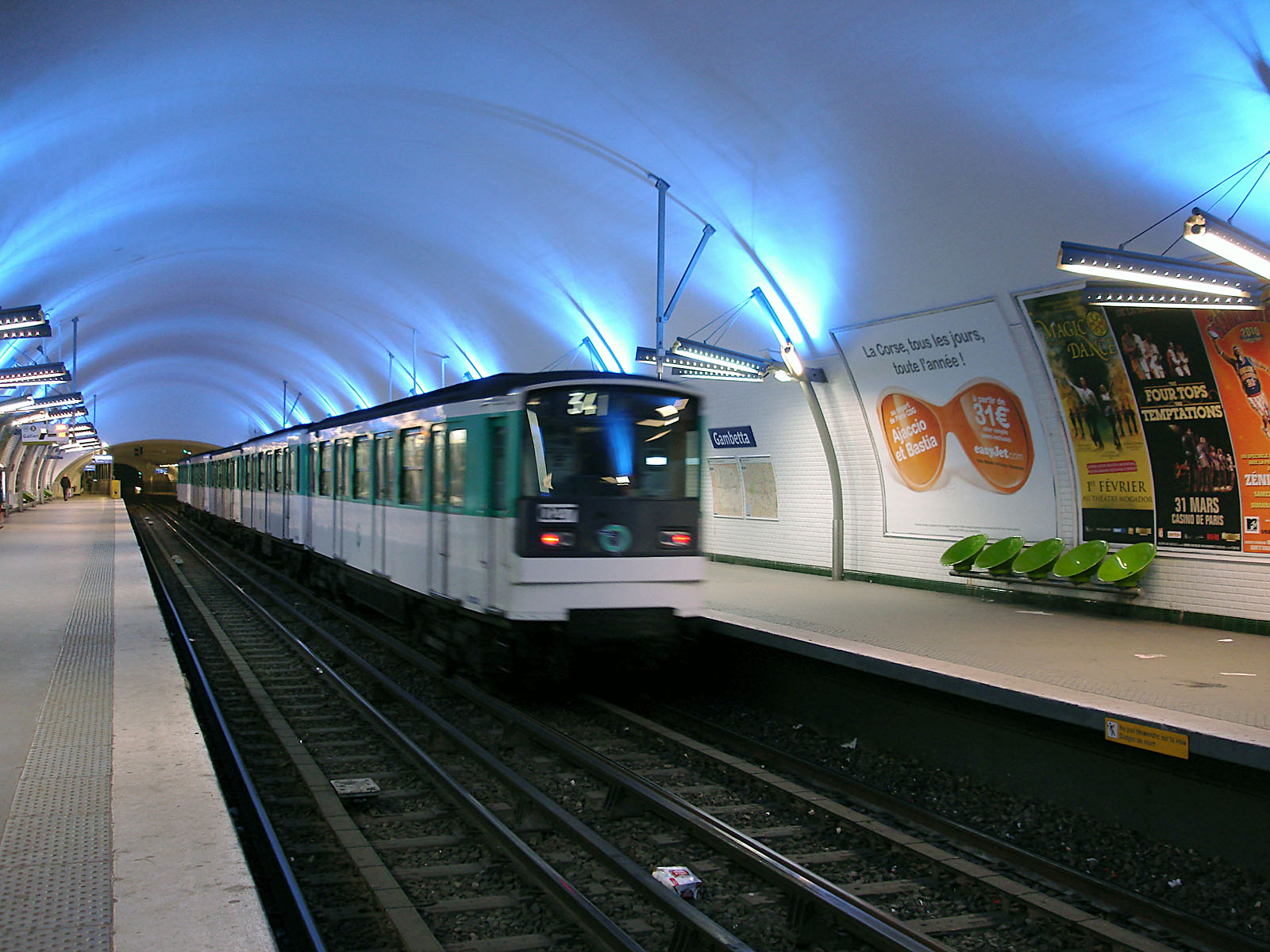
MF 67 da Linha 3 em Gambetta
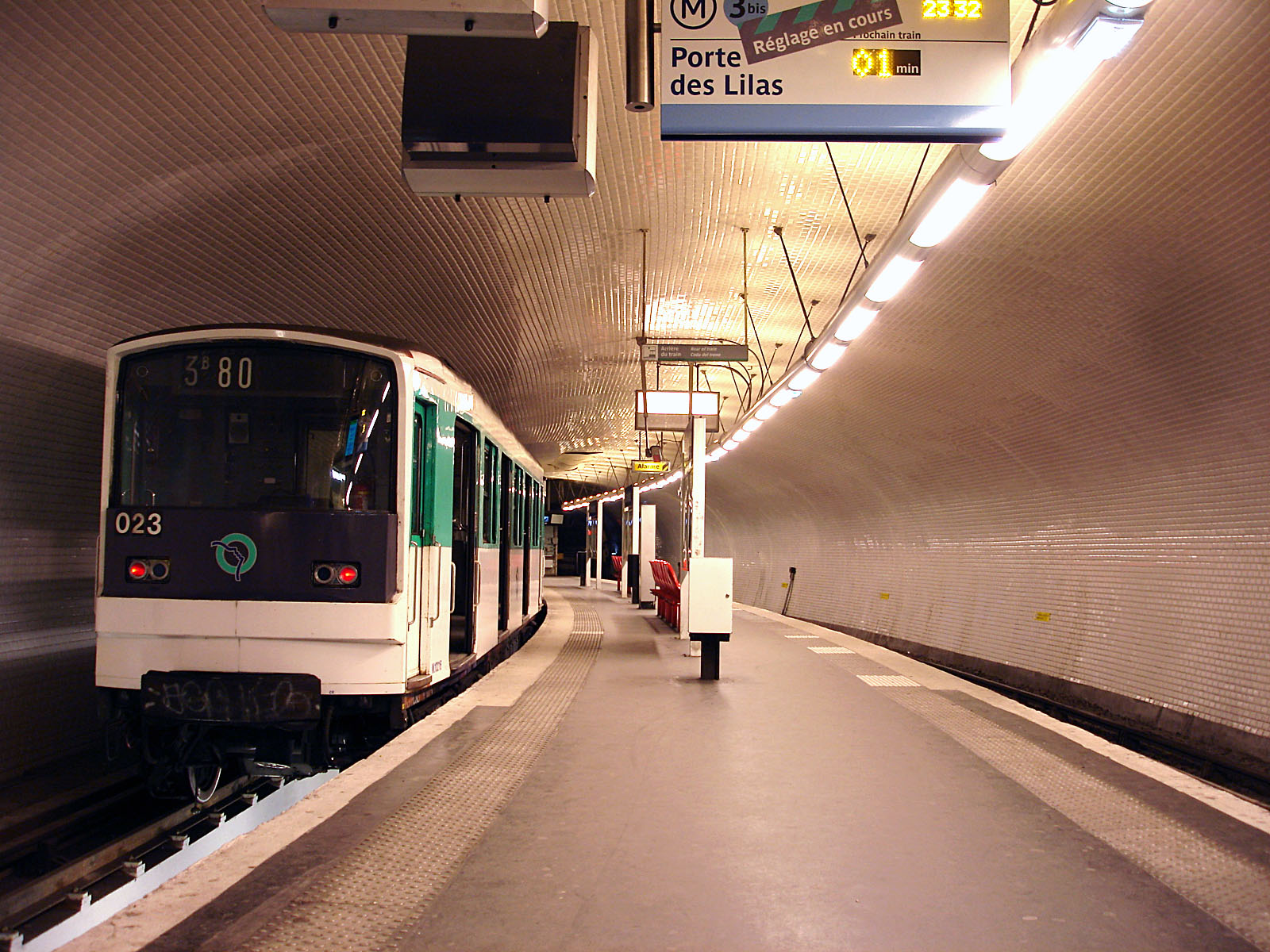
Linha 3bis em Gambetta
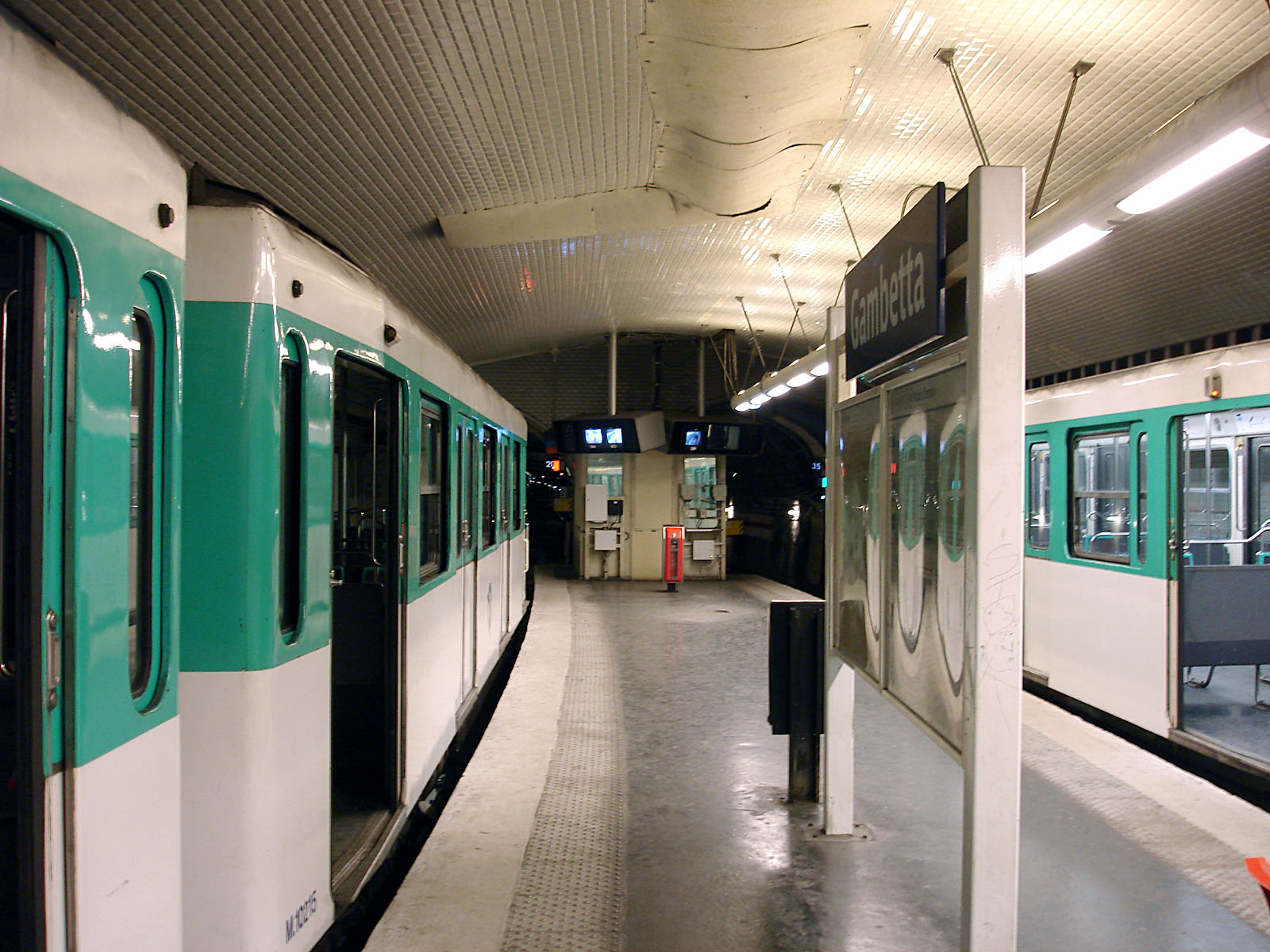
Linha 3bis em Gambetta

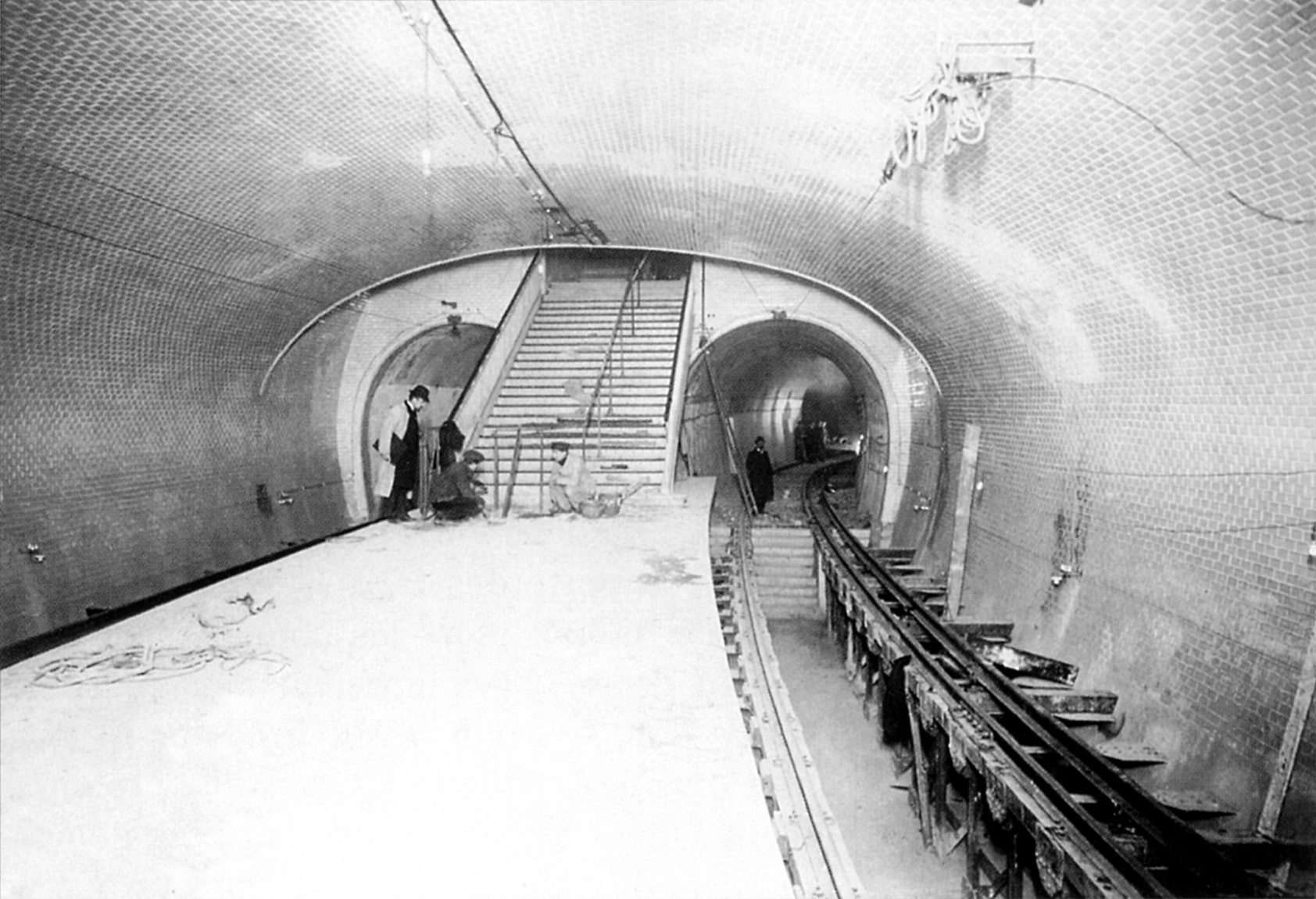
A plataforma de partida da estação em 1905, atual plataforma da linha 3 bis.
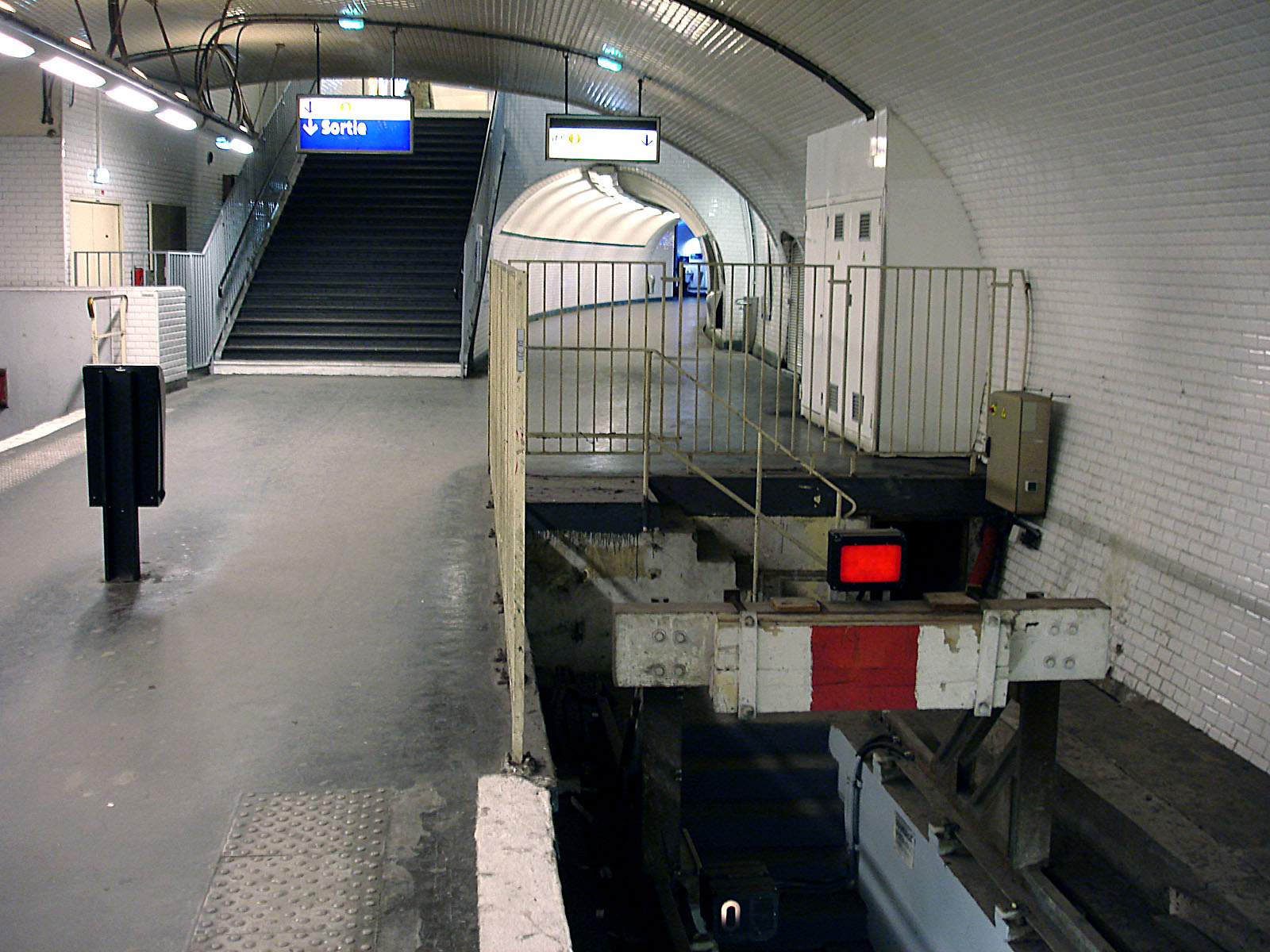
O fim de uma via na estação da linha 3 bis, em 2010. Se distingue ao fundo seu antigo túnel transformado em corredor de acesso à linha 3.
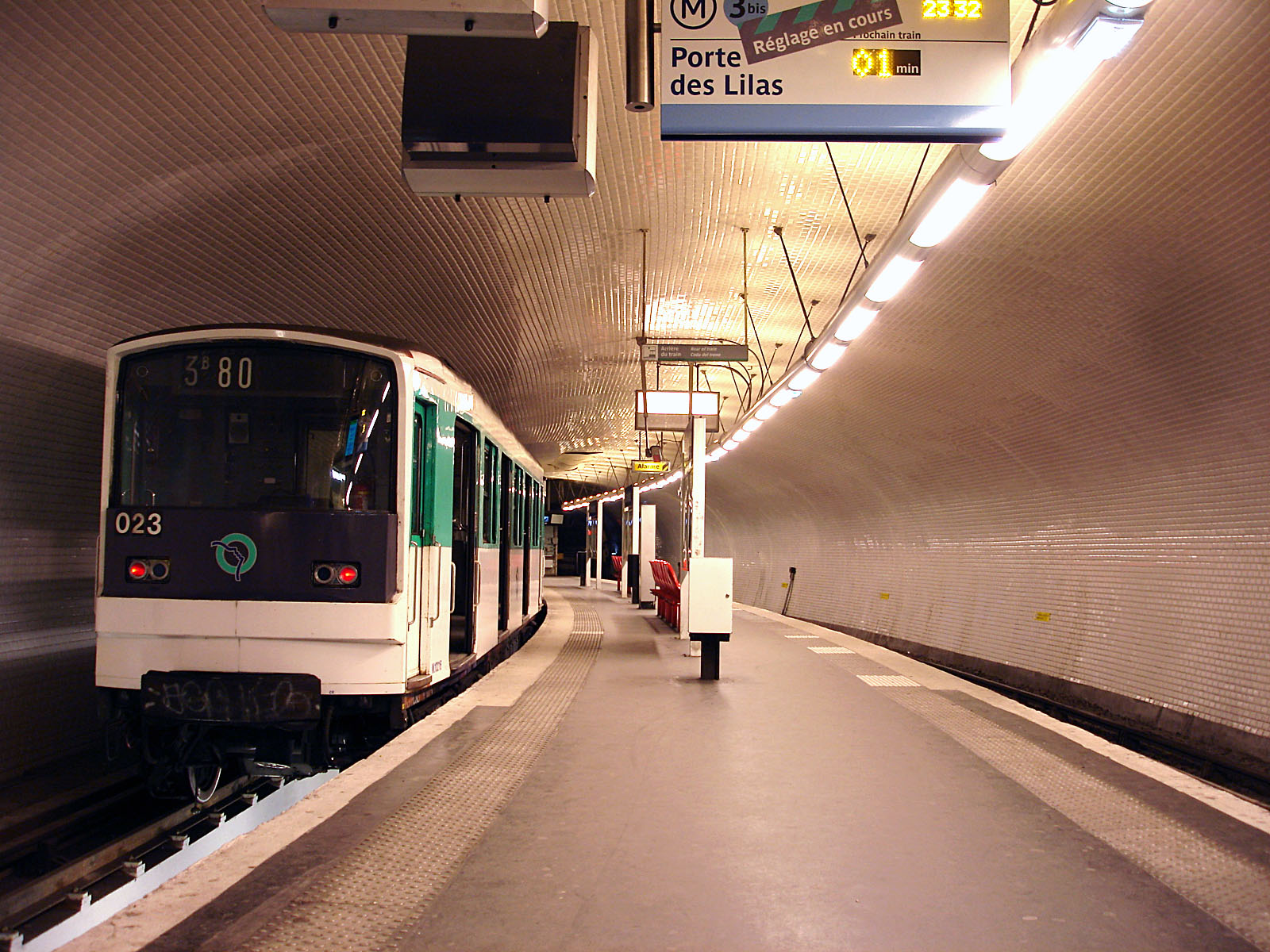
A plataforma da linha 3 bis em 2010, vista em direção a Porte des Lilas.